# 31.ª Calle Suroeste
La 31.ª Calle Suroeste es una calle intermedia del cuadrante suroeste de Managua, Nicaragua. Sirve como vía de conexión transversal entre barrios históricos como Jonathan González y sectores modernos como la Colonia Arguello.

## Trazado
El primer tramo inicia en la 2.ª Avenida Suroeste en el Barrio Jonathan González y continúa hacia el oeste. Es atravesada por arterias importantes como la NIC-1 y la Avenida Naciones Unidas, así como por avenidas residenciales de mediano tráfico. Finaliza en la 50.ª Avenida Suroeste dentro de la Colonia Arguello.

## Intersecciones principales
- NIC-1 – Carretera troncal de acceso desde el centro hacia el occidente
- 15.ª Avenida Suroeste – Conexión residencial
- Avenida Naciones Unidas – Vía rápida urbana hacia el este de Managua
- 27.ª Avenida Suroeste – Arteria intermedia hacia barrios del suroeste

## Barrios que atraviesa
- Jonathan González
- Batahola Sur
- Colonia Arguello

## Coordenadas
12°8′27″N 86°17′21″O / 12.14083, -86.28917